# Leo McGarry
Leo Thomas McGarry – fikcyjna postać z serialu „Prezydencki poker” Aarona Sorkina. Pełni funkcję szefa kancelarii (Chief of Staff) prezydenta USA Jeda Bartleta. Rozwiedziony z Jenny McGarry, ma z nią dorosłą córkę Mallory O’Brien. Najbliższy przyjaciel prezydenta, faktyczny inspirator kandydowania Bartleta do najwyższego urzędu w Stanach Zjednoczonych. Twórca hasła wyborczego pierwszej kampanii prezydenckiej „Bartlet for America” (Bartlet dla Ameryki). Służył w Siłach Powietrznych USA w Wietnamie. Był ministrem pracy. Jako dojrzały polityk wzbudza szacunek, niezależnie od przynależności partyjnej. Jako szef kancelarii postrzegany jest przez personel jak przewodnik – szczególnie przez swojego zastępcę, Josha Lymana. Grający go John Spencer otrzymał w 2002 roku nagrodę Emmy za „Najlepszą drugoplanową rolę męską”.

## Uzależnienie
Sam okres uzależnienia od alkoholu i środków farmaceutycznych umiejscowiony jest przed pierwszym odcinkiem serialu. Od początku „Prezydenckiego pokera” McGarry występuje jako leczący się alkoholik i lekoman. Uczęszcza m.in. na spotkania Anonimowych Alkoholików organizowane w Białym Domu, w których udział biorą m.in. kongresmeni oraz ówczesny wiceprezydent John Hoynes. W jednym z odcinków fakt uzależnienia McGarry’ego określony jest jako tajemnica poliszynela dla polityków w Waszyngtonie. W połowie pierwszej serii jeden z republikańskich polityków podejmuje próbę jej nagłośnienia przed społeczeństwem. Celem akcji jest skompromitowanie administracji Bartleta. McGarry wyprzeda jednak atak, publicznie przyznając się do wszystkiego.

## Kampania prezydencka
Leo McGarry jest szefem sztabu wyborczego Jeda Bartleta. Po jednym z nieudanych wystąpień Bartleta w czasie kampanii, postanawia dokonać istotnych zmian – zwalnia wszystkich doradców, poza niemrawym Tobym Zieglerem, późniejszym doradcą prezydenta. Namawia także do współpracy Josha Lymana, którego ojciec był przyjacielem Leo.

## Rola w Białym Domu
Z uwagi na długą znajomość z Bartletem może pozwolić sobie na kłótnie z prezydentem, nierzadko podnosząc nawet na niego głos. W spotkaniach prezydenta ze swoimi doradcami, to on ma zawsze ostatnie zdanie. Decyduje o przebiegu tych spotkań i poruszanych na nich tematach. Często pełni funkcję swoistego bufora głowy państwa, rozwiązując niektóre kwestie na własną rękę, bez wtajemniczania w szczegóły prezydenta.

## Konsekwencje tajemnicy prezydenta
W czasie pierwszej kampanii prezydenckiej nie wiedział o chorobie (stwardnieniu rozsianym) Bartleta. Dowiedział się o niej od pierwszej damy Abbey Bartlet w połowie pierwszej serii, po zasłabnięciu prezydenta w Gabinecie Owalnym.
Kiedy prezydent jest operowany pod narkozą po zamachu na swojego asystenta Charliego Younga, to on podejmuje decyzje, a nie obecny wraz z nim w Pokoju Sytuacyjnym – pełniący wtedy obowiązki prezydenta – wiceprezydent John Hoynes. Gdy z ust samego prezydenta o chorobie dowiaduje się Toby Ziegler, obawia się on możliwości oskarżenia McGarry’ego o zamach stanu. Sprawa nie zostaje jednak nagłośniona.
Podczas przesłuchania McGarry’ego przed komisją w sprawie zatajenia przez prezydenta swojej choroby, jeden z jej członków próbuje jeszcze raz wypomnieć mu kwestię alkoholizmu. Zapobiega temu republikański przewodniczący gremium, który sprzeciwia się praniu brudów doradcy prezydenta przed komisją w sprawie samej głowy państwa.

## Mistrz drugiego planu
Pomimo mocnej pozycji w Partii Demokratycznej McGarry zrezygnował z własnych ambicji politycznych i zaproponował kandydowanie na prezydenta USA Jedowi Bartletowi, ówczesnemu gubernatorowi New Hampshire.
Pod koniec drugiej kadencji Bartleta, ponownie nie wysunął się na pierwszy plan i przyjął propozycję kandydowania na wiceprezydenta w administracji demokratycznego kongresmena Matta Santosa.
Leo McGarry nie objął jednak stanowiska, umierając wskutek (drugiego) zawału serca w czasie zwycięskiego dla Demokratów wieczoru wyborczego. Decyzja scenarzystów o śmierci bohatera była spowodowana rzeczywistym zgonem (także z powodu zawału serca) grającego go aktora, Johna Spencera. Mówi się, że po jego nagłej śmierci, twórcy serialu zrezygnowali z zaplanowanego wcześniej zwycięstwa w wyborach republikańskiego kandydata Arnolda Vinnicka na rzecz triumfu Santosa.